# Manacapuru
Manacapuru es un municipio de Brasil en el estado de Amazonas . Con una población de 100.656 habitantes se ubica como la cuarta mayor ciudad del estado. Está situada a 84 kilómetros de Manaus de cuya área metropolitana forma parte. Posee un área de 7.399 km² Limita con los municipios de Iranduba, Manaquiri, Beruri, Anamã, Caapiranga y Novo Airão.

## Historia
La ciudad de Manacapuru se originó a partir de una aldea de indígenas Muras, fundada el 15 de febrero de 1786, después de la pacificación de los indígenas.
El 27 de septiembre de 1794 es elevado a la categoría de villa y creado el municipio, independizándose de Manaus.
El día 16 de julio de 1932 recibe el título de ciudad y en 1981, por una enmienda constitucional debe dividir su territorio para la formación de los nuevos municipios de Iranduba, Manaquiri, Beruri, Anamã y Caapiranga.
- Datos: Q983526
- Multimedia: Manacapuru / Q983526